# إشرقيين (أزرو)
إشرقيين هو دُوَّار يقع بجماعة تليليت، إقليم الدريوش، جهة الشرق في المملكة المغربية. ينتمي الدوّار لمشيخة أزرو التي تضم 11 دوار. يقدر عدد سكانه بـ 483 نسمة حسب الإحصاء الرسمي للسكان والسكنى لسنة 2004.

## روابط خارجية
- البوابة الوطنية للجماعات الترابية
- المندوبية السامية للتخطيط